# Biathlon na Zimowych Igrzyskach Olimpijskich 2022 – sztafeta mieszana
Biathlonowa sztafeta mieszana na Zimowych Igrzyskach Olimpijskich 2022 odbyła się 5 lutego w Kuyangshu Nordic Center and Biathlon Center w Zhangjiakou. W sztafecie na pierwszych dwóch zmianach biegły kobiety, które musiały pokonać 6 kilometrów. Następnie na trasę wyruszyły dwie zmiany męskie, które musiały pokonać 7,5 kilometra.

## Terminarz
| Data     | Konkurencja | Godzina rozpoczęcia | Godzina rozpoczęcia |
| Data     | Konkurencja | UTC+08:00           | CET                 |
| -------- | ----------- | ------------------- | ------------------- |
| 5 lutego | Finał       | 17:00               | 10:00               |

## Wyniki
| Miejsce | Bib | Reprezentacja                                                                                            | Czas                                      | Kary (P+S)                               | Strata  |
| ------- | --- | --- | ----------------------------------------- | ---------------------------------------- | ------- |
| 01 !    | 1   | Norwegia Marte Olsbu Røiseland Tiril Eckhoff Tarjei Bø Johannes Thingnes Bø                              | 1:06:45,6 17:18,6 19:12,6 15:31,1 14:43,3 | 1+6 2+7 0+1 0+0 1+3 2+3 0+0 0+3 0+2 0+1  | –       |
| 02 !    | 3   | Francja Anaïs Chevalier Julia Simon Émilien Jacquelin Quentin Fillon Maillet                             | 1:06:46,5 18:43,7 17:17,7 15:56,3 14:48,8 | 0+5 3+6 0+2 1+3 0+2 0+0 0+0 2+3 0+1 0+0  | +0,9    |
| 03 !    | 5   | Rosyjski Komitet Olimpijski Uljana Nigmatullina · Kristina Riezcowa · Aleksandr Łoginow · Eduard Łatypow | 1:06:47,1 18:16,0 18:46,1 14:38,3 15:06,7 | 0+4 1+9 0+2 0+3 0+1 1+3 0+0 0+2 0+1 0+1  | +1,5    |
| 4.      | 4   | Szwecja Hanna Öberg Elvira Öberg Martin Ponsiluoma Sebastian Samuelsson                                  | 1:07:26,6 18:02,6 18:13,8 15:41,1 15:29,1 | 0+7 0+6 0+2 0+1 0+3 0+2 0+0 0+3 0+2 0+0  | +41,0   |
| 5.      | 6   | Niemcy Vanessa Voigt Denise Herrmann Benedikt Doll Philipp Nawrath                                       | 1:07:51,1 19:37,1 18:00,0 15:23,0 14:51,0 | 1+10 1+8 1+3 2+3 0+3 0+3 0+3 0+1 0+1 0+1 | +1:05,5 |
| 6.      | 2   | Białoruś Dzinara Alimbekawa Hanna Soła Mikita Łabastau Anton Smolski                                     | 1:08:00,2 17:49,8 19:05,0 15:32,8 15:32,6 | 0+6 2+8 0+1 0+1 0+3 2+3 0+0 0+2 0+2 0+2  | +1:14,6 |
| 7.      | 19  | Stany Zjednoczone Susan Dunklee Clare Egan Sean Doherty Paul Schommer                                    | 1:08:58,3 18:52,3 17:38,8 15:27,8 16:59,4 | 1+8 0+4 0+3 0+2 0+1 0+0 1+3 0+2          | +2:12,7 |
| 8.      | 14  | Szwajcaria Amy Baserga Lena Häcki Benjamin Weger Sebastian Stalder                                       | 1:09:06,0 18:39,9 18:44,0 15:23,8 16:18,3 | 2+6 0+5 1+3 0+1 1+3 0+1 0+0 0+1 0+0 0+2  | +2:20,4 |
| 9.      | 7   | Włochy Lisa Vittozzi Dorothea Wierer Thomas Bormolini Lukas Hofer                                        | 1:09:25,3 17:35,3 18:30,2 16:23,0 16:56,8 | 0+4 2+10 0+0 0+1 0+1 0+3 0+0 1+3 0+3 1+3 | +2:39,7 |
| 10.     | 11  | Austria Julia Schwaiger Lisa Theresa Hauser Simon Eder Felix Leitner                                     | 1:09:44,2 19:25,7 18:41,6 15:49,8 15:47,1 | 1+6 1+7 0+2 1+3 1+3 0+0 0+1 0+3 0+0 0+1  | +2:58,6 |
| 11.     | 8   | Finlandia Suvi Minkkinen Mari Eder Tero Seppälä Olli Hiidensalo                                          | 1:10:06,7 19:24,1 18:14,2 15:12,5 17:15,9 | 1+6 0+6 0+0 0+0 0+2 0+3 0+1 0+0 1+3 0+3  | +3:21,1 |
| 12.     | 9   | Czechy Jessica Jislová Markéta Davidová Mikuláš Karlík Michal Krčmář                                     | 1:10:20,2 18:40,2 18:44,1 17:11,7 15:44,2 | 3+7 1+10 0+3 0+2 2+3 1+3 0+1 0+2 2+3 1+3 | +3:34,6 |
| 13.     | 10  | Ukraina Wałentyna Semerenko Julija Dżima Artem Pryma Dmytro Pidruczny                                    | 1:10:21,7 15:44,2 17:50,2 15:45,1 16:00,0 | 3+9 1+6 2+3 1+3 0+0 0+2 0+3 0+1 1+3 0+0  | +3:36,1 |
| 14.     | 18  | Kanada Sarah Beaudry Emma Lunder Christian Gow Scott Gow                                                 | 1:11:12,4 19:48,9 18:48,1 16:30,5 16:04,9 | 0+5 3+12 0+1 0+3 0+1 0+3 0+3 2+3 0+0 1+3 | +4:26,8 |
| 15.     | 12  | Chińska Republika Ludowa Meng Fanqi Chu Yuanmeng Yan Xingyuan Cheng Fangming                             | 1:11:28,1 19:15,9 19:46,1 16:20,4 16:05,7 | 0+3 0+9 0+0 0+3 0+3 0+2 0+0 0+2          | +4:42,5 |
| 16.     | 13  | Estonia Regina Oja Tuuli Tomingas Rene Zahkna Kristo Siimer                                              | 1:11:56,5 18:50,6 19:19,0 16:13,1 17:33,8 | 0+8 1+6 0+3 0+1 0+0 1+3 0+2 0+0 0+3 0+2  | +5:10,9 |
| 17.     | 15  | Słowacja Ivona Fialková Paulína Fialková Michal Šíma Tomáš Sklenárik                                     | LAP 19:15,9 19:45,2 LAP 0                 | 9+9 0+4 3+3 0+3 1+3 0+1 5+3              | –       |
| 18.     | 20  | Japonia Fuyuko Tachizaki Sari Maeda Tsukasa Kobonoki Kosuke Ozaki                                        | LAP 19:53,9 LAP 0                         | 0+5 3+6 0+3 0+3 0+2 3+3                  | –       |
| 19.     | 17  | Bułgaria Milena Todorowa Marija Zdrawkowa Władimir Iliew Dimityr Gerdżikow                               | LAP 19:38,6 LAP 0                         | 0+3 3+6 0+2 1+3 0+1 2+3                  | –       |
| 20.     | 16  | Słowenia Polona Klemenčič Živa Klemenčič Jakov Fak Miha Dovžan                                           | LAP 19:15,0 LAP 0                         | 3+4 1+6 0+1 0+3 3+3 1+3                  |         |